# Apanteles geometrivorus
Apanteles geometrivorus är en stekelart som beskrevs av De Saeger 1941. Apanteles geometrivorus ingår i släktet Apanteles och familjen bracksteklar. Inga underarter finns listade i Catalogue of Life.